# Пучковская, Надежда Александровна
Наде́жда Алекса́ндровна Пучко́вская (12(25) мая 1908, Смоленск — 15 мая 2001, Одесса) — советский и украинский офтальмолог.
Академик АМН СССР (с 1971), заслуженный деятель науки УССР (1968), Герой Социалистического Труда (1960).
Ученица известного офтальмолога В. П. Филатова. Старшая сестра Г. А. Пучковской

## Биография
В 1930 году окончила Киевский медицинский институт, затем работала ассистентом на кафедре гистологии этого института. В 1937 году защитила кандидатскую диссертацию. В годы Великой Отечественной войны была призвана в действующую армию, и до конца войны была начальником глазного отделения эвакогоспиталя в составе 4-го Украинского фронта. После демобилизации из армии с августа 1946 года и до последних дней её жизнь была связана с Одесским институтом глазных болезней и тканевой терапии. После смерти В. П. Филатова с 1956 по 1985 год возглавляла Институт глазных болезней и тканевой терапии им. академика В. П. Филатова.
Пучковской был создан двухэтапный метод хирургического лечения послеожоговых обширных сращений век и роговицы, позволивший восстанавливать зрение больным из категории «безнадежно слепых». Принимала участие в создании первых отечественных лазеров, разработке техники лазерных операций, внедрения ультразвука в клиническую офтальмологию. Надежда Александровна со своими многочисленными учениками продолжала начатые академиком В. П. Филатовым исследования по тканевой терапии в офтальмологии, геронтологии. Именем Пучковской названа пластическая операция при симблефароне глаза с использованием в качестве пластического материала участка слизистой оболочки щеки.

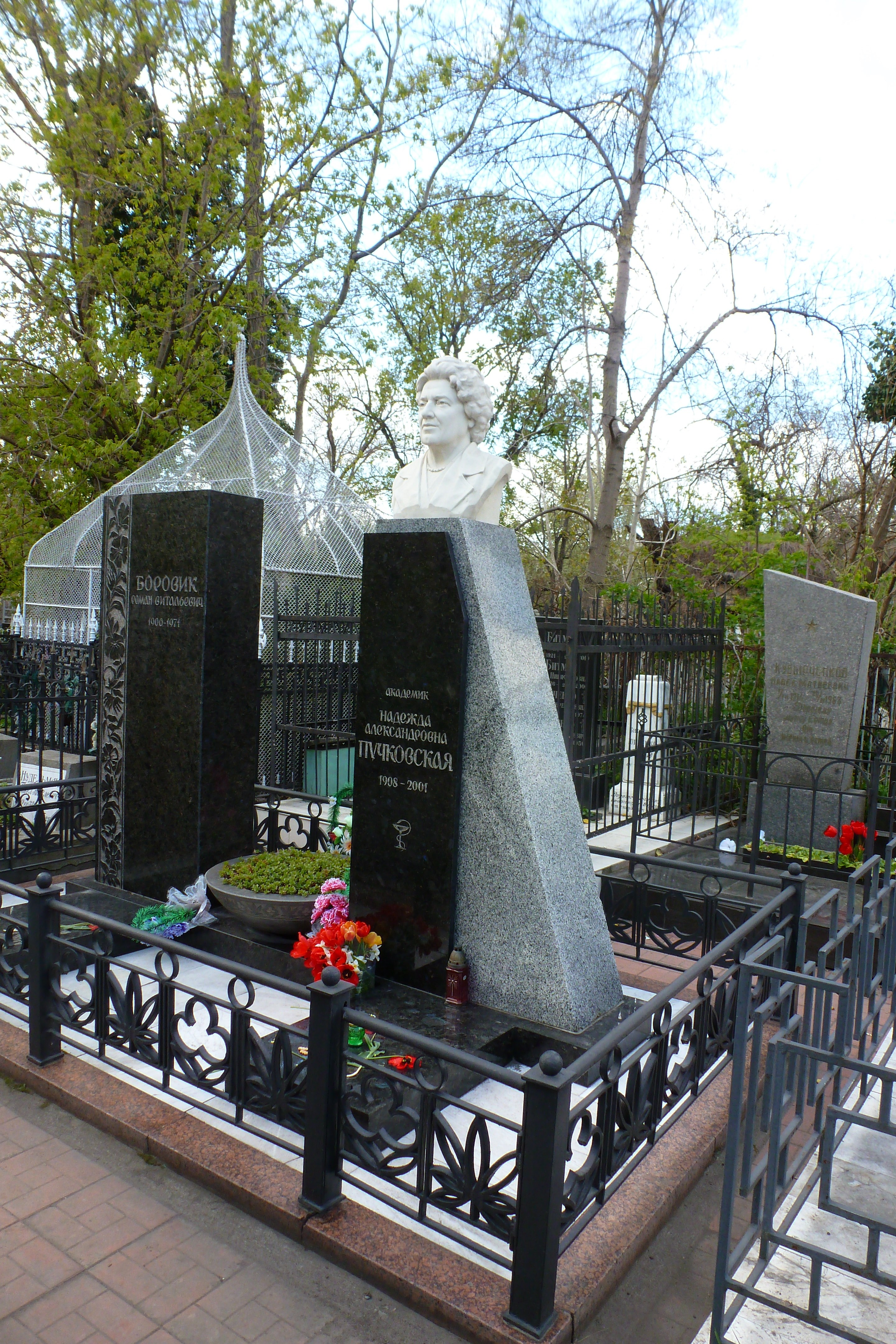
Могила Надежды Пучковской на Втором Христианском кладбище города Одесса, Украина.

Похоронена в Одессе рядом с В. П. Филатовым.

## Научная деятельность
Основные труды Н. А. Пучковской посвящены проблемам пересадки роговицы, хирургическому лечения и иммунотерапии последствий тяжёлых ожогов глаз, применения лазерного излучения в офтальмологии, организации офтальмологической помощи населению.

## Награды и звания
- Герой Социалистического Труда (1960).
- член-корреспондент АМН СССР (1961).
- академик АМН СССР (1971).
- Государственная премия Украинской ССР в области науки и техники (1978).
- Именная премия АМН СССР (1961, 1987).
- Ответственный редактор «Офтальмологического журнала» (с 1956).
- Почётный член Международного общества глазных хирургов, научного общества офтальмологов Болгарии, член-корреспондент общества офтальмологов ГДР.
- Депутат Верховного Совета УССР 6—8-го созывов, заместитель председатель Верховного Совета УССР 7—8-го созывов.
- Премия им. В. П. Филатова АМН СССР (1961) за работу «Пересадка роговой оболочки при осложненных бельмах»[3].
- орден Ленина, орден Октябрьской Революции, три других ордена, а также медали.

## Основные работы
- Пересадка роговой оболочки при осложненных бельмах, К., 1960.
- Wiederher-stellende Operationen bei schweren Schädigungen und Erkrankungen der Augen, Lpz., 1965.
- В. П. Филатов, М., 1969.
- Основы пересадки роговой оболочки, К., 1971 (соавтор).
- Патогенез и лечение ожогов глаз и их последствий, М., 1973 (соавтор).
- Атлас глазных болезней, 1981 (гл. редактор).